# Taeniopygia
Taeniopygia je rod z čeledi astrildovitých. Jedná se o menší, pestře zbarvené exotické ptáky. Tento rod má pouze dva zástupce; zebřičku pestrou a zebřičku ostrovní. První se vyskytuje v Austrálii, druhý na Sundských ostrovech, od Lomboku po Timor, ale často je uvidíme jako okrasné ptáky u soukromých chovatelů, třeba v Česku je zebřička pestrá velmi populární. Jedná se o ptáky, kteří se živí semeny travin, bobulemi a výjimečně i hmyzem.

## Druhy
Rod zahrnuje dva druhy, které byly dříve považovány jen za poddruhy ale v roce 2016 byly povýšeny asociací BirdLife International na samostatné druhy a v roce 2022 se k rozdělení přiklonil i mezinárodní ornitologický výbor na základě výzkumu mitochondriální DNA, rozdělení areálu, odlišných detailů ve zbarvení, a odlišného chování při hnízdění zahrnujícího upřednostňování partnera ze stejné skupiny zjištěného u ptáků držených v zajetí.
- Zebřička ostrovní (Taeniopygia guttata) je menší než zebřička pestrá a liší se méně výraznou kresbou, zvláště u samců je patrné téměř chybějící pruhování na hrudi typické pro samce australského příbuzného druhu.

- Zebřička pestrá (Taeniopygia castanotis) je větší, má výraznější kresbu, samci mají výrazně jemně pruhovanou hruď.

## Galerie

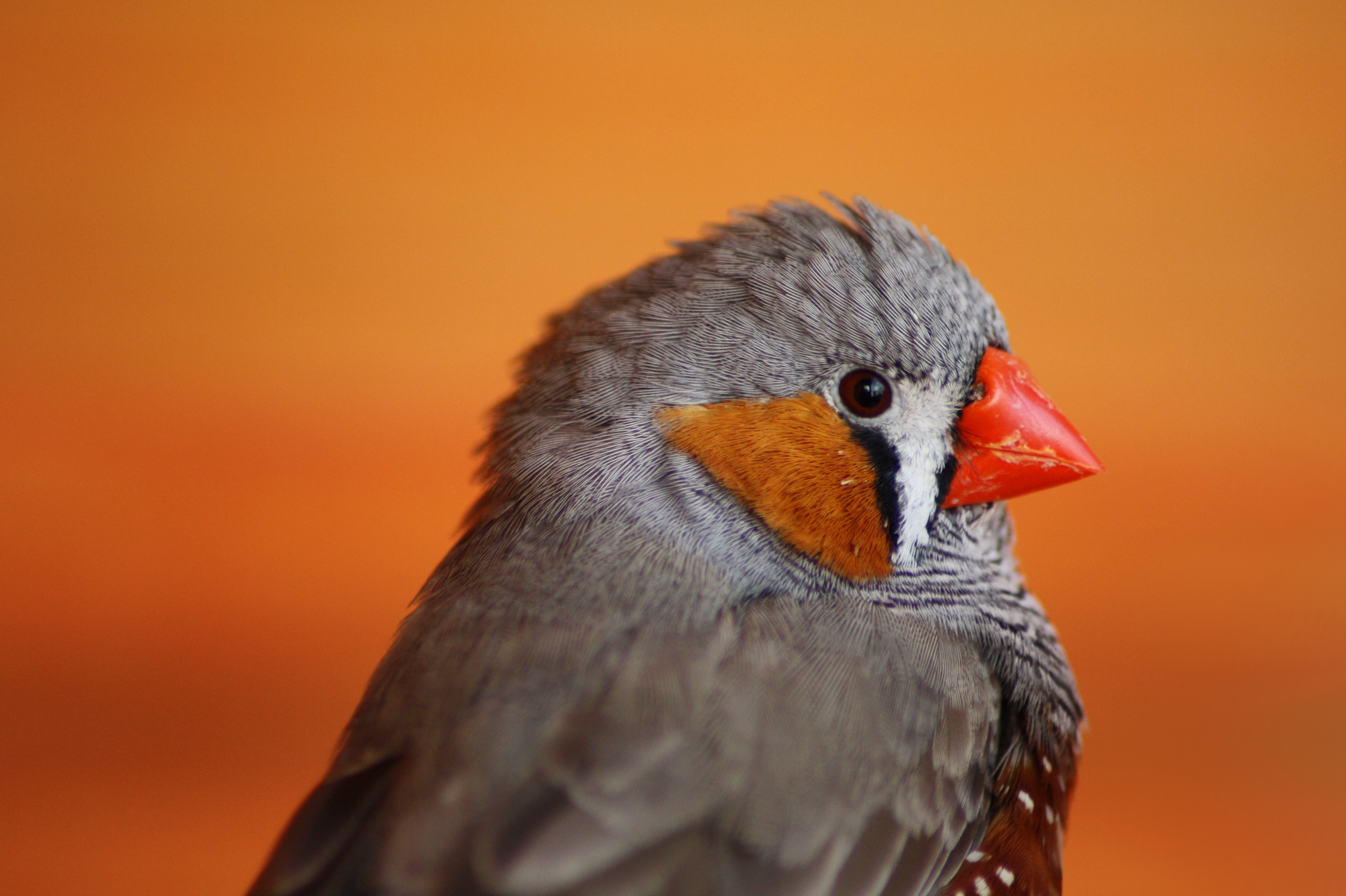
Hlava samce zebřičky pestré
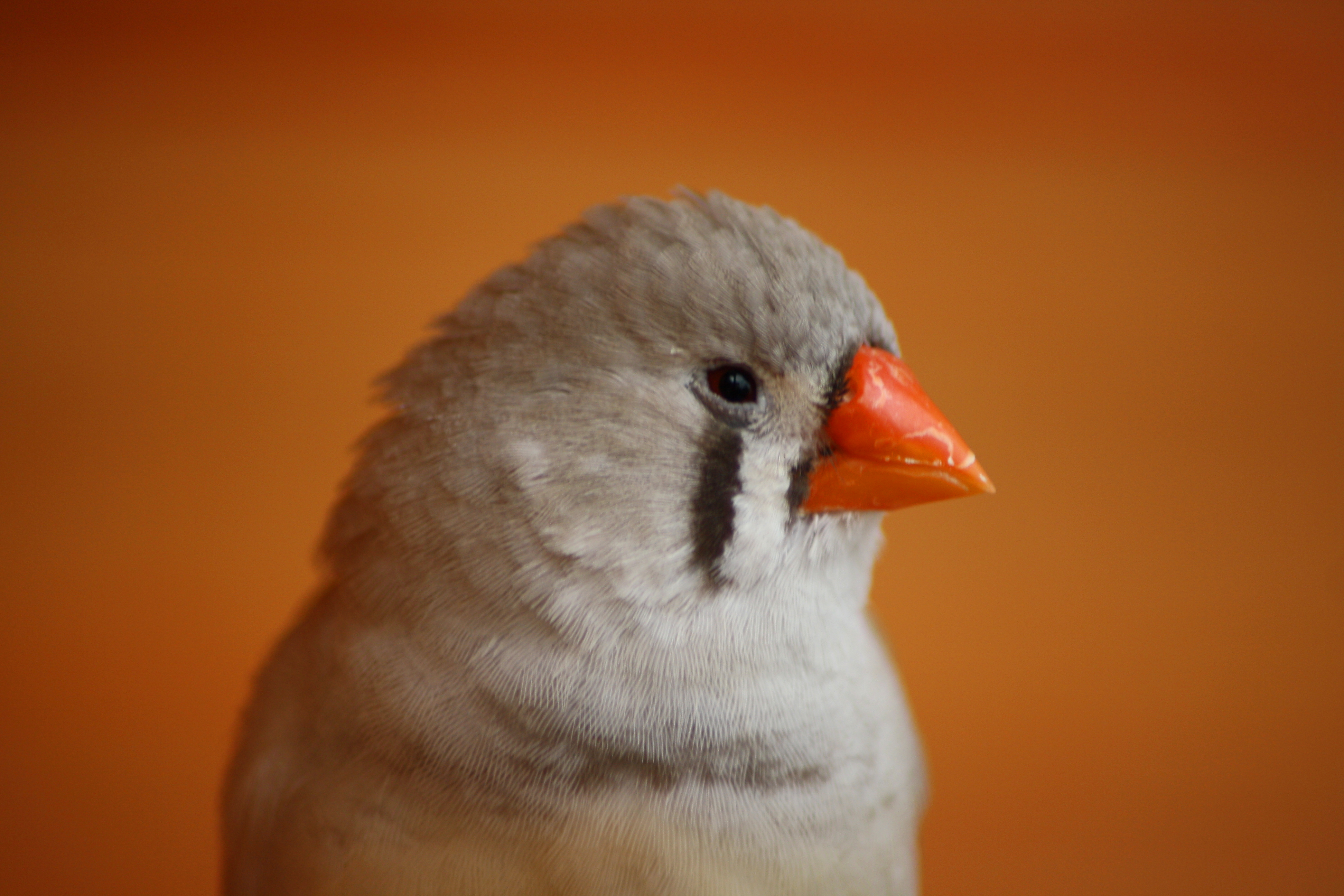
Hlava samice zebřičky pestré
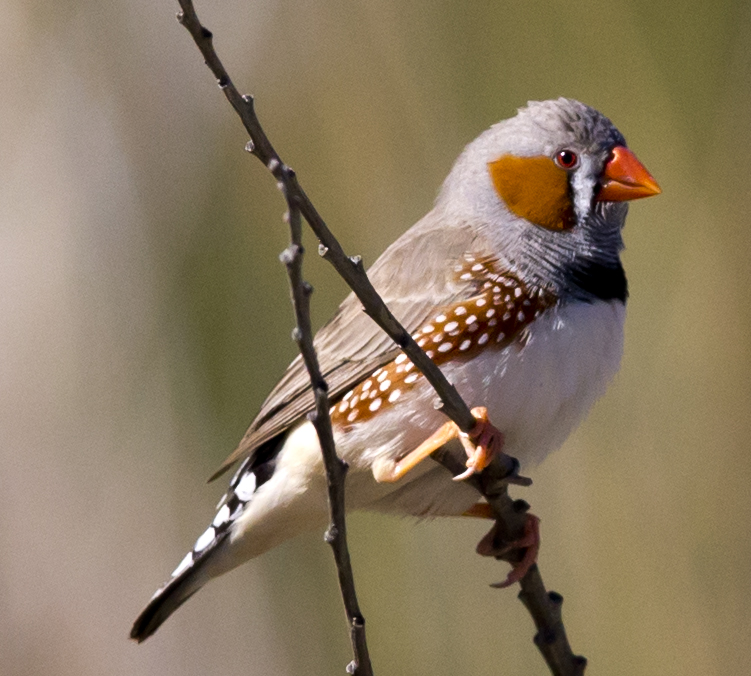
Dospělý samec zebřičky pestré
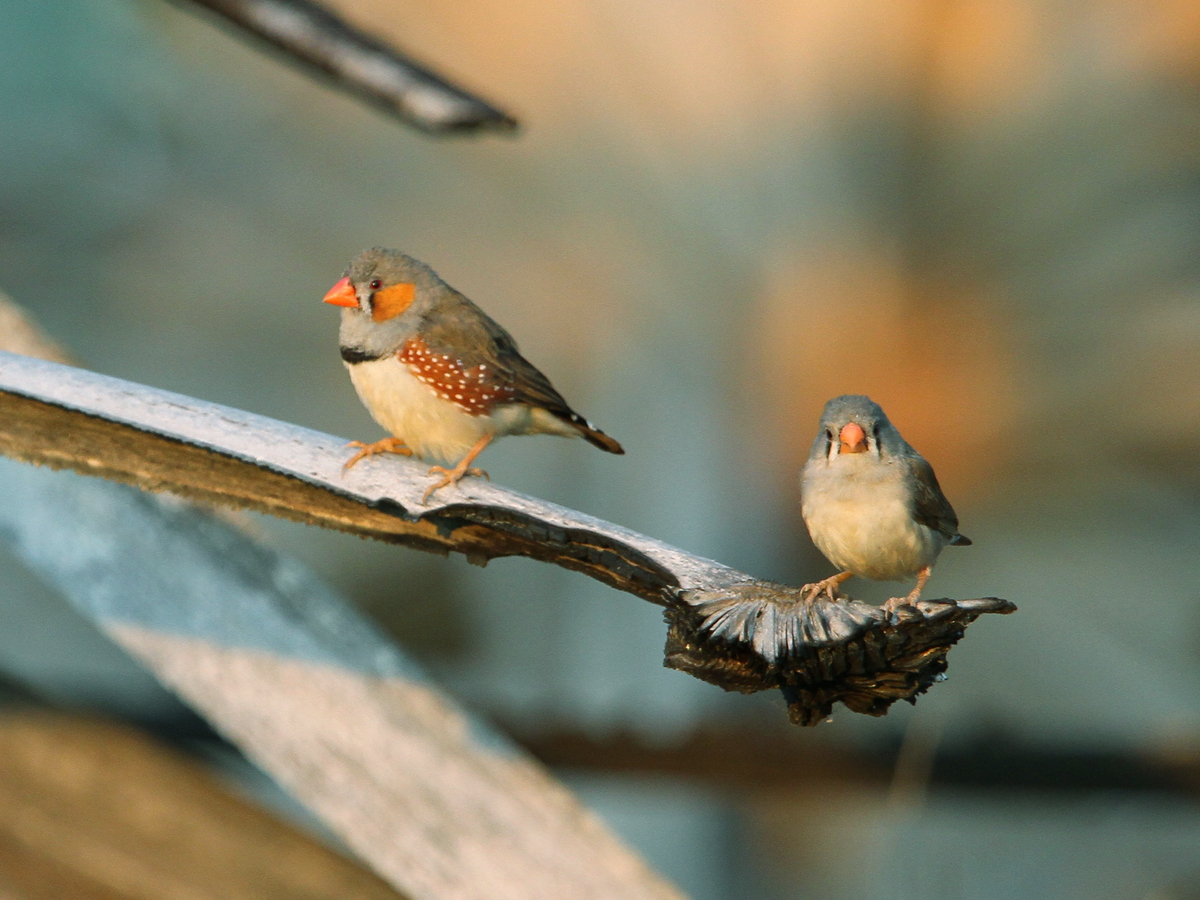
Dospělý pár zebřiček ostrovních
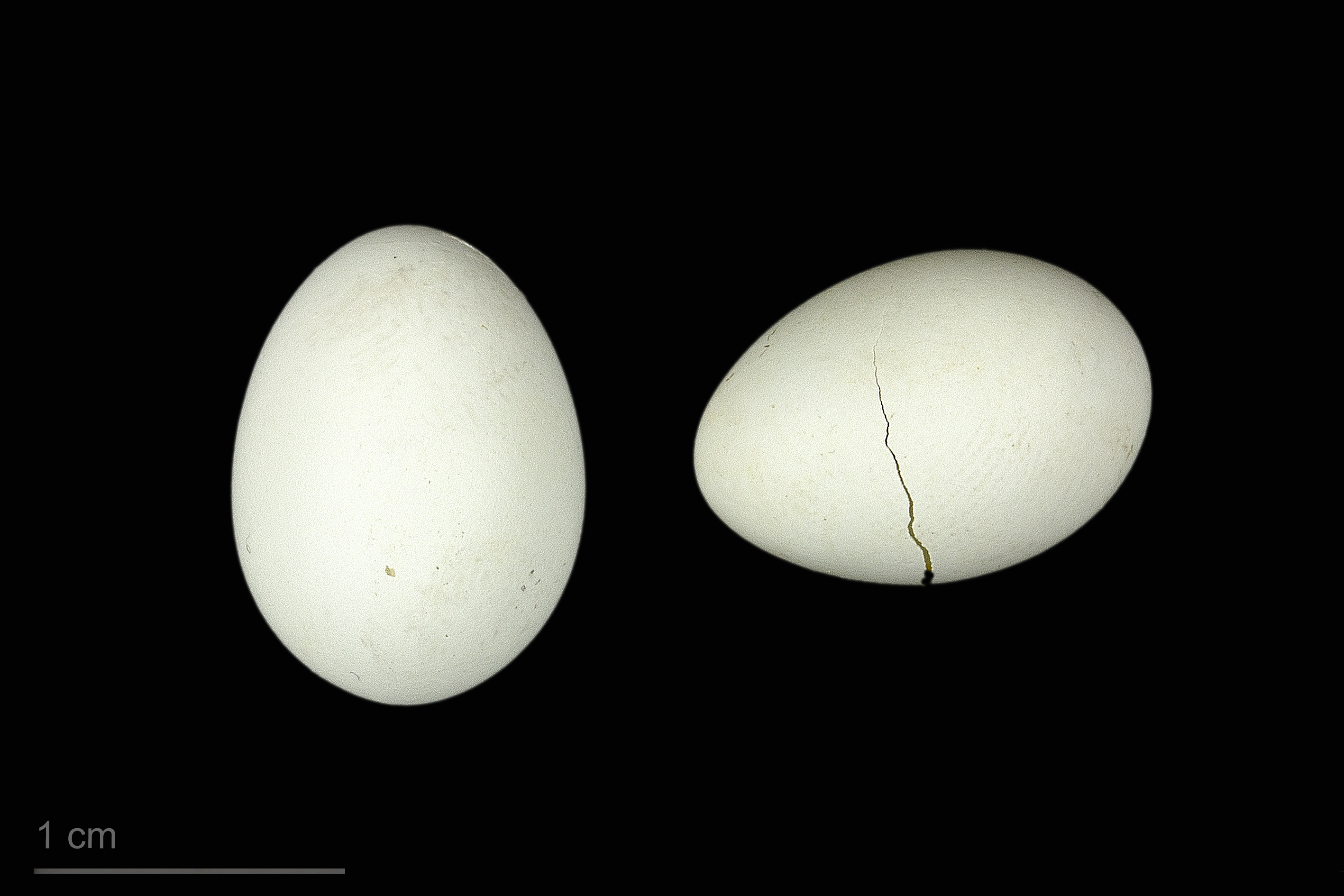
Taeniopygia guttata castanotis